# George Campbell, 8. vévoda z Argyllu
George John Douglas Campbell, 8. vévoda z Argyllu (George John Douglas Campbell, 8th Duke of Argyll, 8th Marquess of Kintyre and of Lorne, 8th Earl of Campbell and of Cowall, 5th Baron Hamilton of Hameldun, 4th Baron Sundridge) (30. dubna 1823, Ardencaple Castle, Skotsko – 24. dubna 1900, Inveraray Castle, Skotsko) byl britský státník z významného skotského rodu Campbellů. Jako stoupenec liberálů byl několikrát členem britské vlády, nejdéle jako ministr pro Indii. V závěru své politické kariéry se liberálům odcizil a ve Sněmovně lordů setrval jako nezávislý peer. Proslul podporou umění a uplatnil se jako spisovatel. Díky manželství syna Johna se stal blízkým příbuzným královské rodiny.

## Kariéra

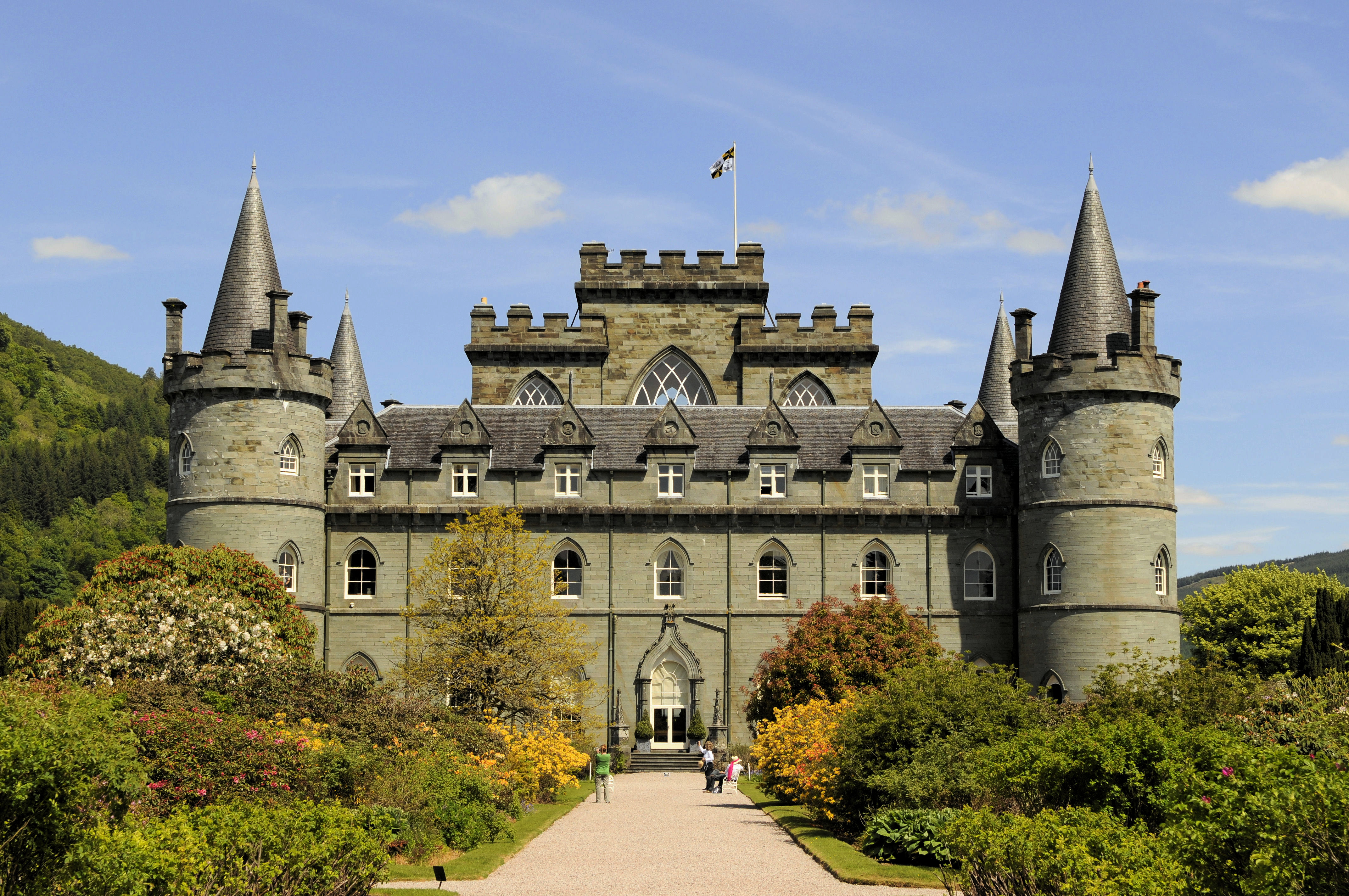
Zámek Inveraray Castle ve Skotsku, hlavní sídlo vévodů z Argyllu

Narodil se na jednom z rodových sídel Ardencaple Castle ve Skotsku jako druhorozený syn 7. vévody z Argyllu, jeho starší bratr John Henry (1821–1837) zemřel v dětství. Absolvoval pouze soukromé vzdělání, po otci zdědil v roce 1847 rodové tituly a čestné hodnosti ve Skotsku a stal se členem Sněmovny lordů (zde zasedal s britským peerským titulem baron Sundridge, protože vyšší titul vévody platil pouze pro Skotsko). Od mládí se uplatnil jako výrazný řečník liberálů, mimoto patřil k přátelům prince Alberta a již v necelých třiceti letech se stal členem vlády. Nejprve byl lordem strážcem tajné pečeti (1853–1855), poté generálním poštmistrem (1855–1858), od roku 1853 byl též členem Tajné rady. V letech 1859–1866 byl znovu lordem strážcem tajné pečeti. V první Gladstonově vládě byl více než pět let ministrem pro Indii (1868–1874), svou politickou kariéru završil opět ve funkci lorda strážce tajné pečeti (1880–1881). V té době se s Gladstonem názorově rozešel a v květnu 1881 vládu předčasně opustil. V roce 1886 se politicky naposledy střetl s Gladstonem v irské otázce, ve Sněmovně lordů ale zůstal nezávislým na rozdíl od jiných Gladstonových oponentů, kteří založili frakci liberálních unionistů. V roce 1882 získal Podvazkový řád a v roce 1892 obdržel titul vévody s platnotí pro celé Spojené království.
Od mládí zastával řadu čestných funkcí ve Skotsku i v rámci celého Spojeného království. Byl lordem kancléřem univerzity v St Andrews (1851–1900) a lordem rektorem univerzity v Glasgow (1854–1856), získal čestné doktoráty v Cambridge (1862) a Oxfordu (1870). Po vzdáleném příbuzném 2. markýzi z Breadalbane převzal posty lorda místodržitele v hrabství Argyll (1862–1900) a viceadmirála pro západní pobřeží Skotska (1862–1900). Od roku 1851 byl členem Královské společnosti a v roce 1856 získal Bodlákový řád.

## Rodina

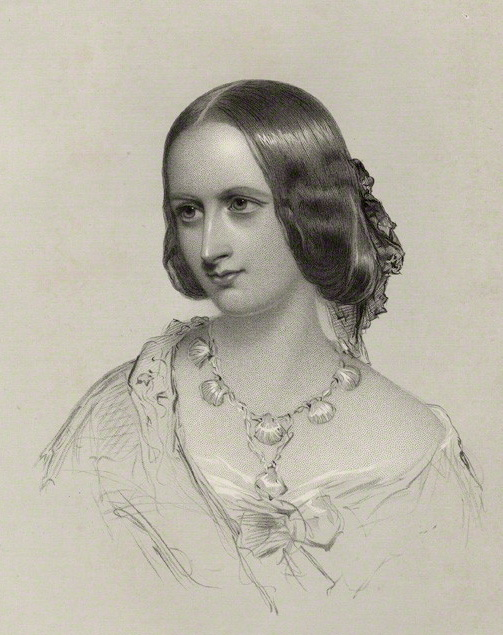
Elizabeth, vévodkyně z Argyllu, rozená Leveson-Gower (1824–1878), nejvyšší hofmistryně královny Viktorie

Byl třikrát ženatý, jeho první manželkou byla od roku 1844 Elizabeth Leveson-Gower (1824–1878), dcera 2. vévody ze Sutherlandu a v letech 1868–1870 nejvyšší hofmistryně královny Viktorie. Z jejich manželství pocházelo 12 dětí, nejstarší syn John (1845–1914) byl dědicem titulů a oženil se s princeznou Louisou, dcerou královny Viktorie. Po ovdovění se 8. vévoda z Argyllu podruhé oženil v roce 1881 s Amelií Claughton (1843–1894), dcerou Thomase Claughtona, biskupa v St Albans. Třetí manželkou byla od roku 1895 Ina McNeill († 1925), dvorní dáma a soukromá tajemnice královny Viktorie.